# Syndesmóza
Syndesmóza (lat.syn - dohromady, desmos - spojovat) je pevné a pružné spojení dvou kostí, přičemž se nejedná o klasický kloub s hlavicí a jamkou. Typicky je uváděno spojení kosti holenní (tibie) s kostí lýtkovou (fibula), skloubení kosti klíční s kostí hrudní a s lopatkou (sternoklavikulární a akromioklavikulární kloub), pánevní symfýza aj.
Syndesmóza je normální anatomická struktura, postrádající oblé kloubní chrupavčité části, jež umožňují kloubní rozsahy známé u ostatních kloubů. Syndesmózu tvoří pouze styčné plochy kostí, příslušné vazy, popř. mezikostní membrána. Pružnost a "joint play" (viklavost) syndesmóz je nicméně podmínkou plných rozsahů koncových kloubů (např. kotník, zápěstí) a jejich obratných funkcí. Pokud vlivem ztuhnutí svalů dojde i ke ztuhnutí syndesmóz, může být omezena jemná motorika končetin.
Vyšetřením a terapií syndesmóz se zabývá fyzioterapie při kineziologických vyšetřeních, resp. myoskeletální medicína.